# Zodarion rubidum
Zodarion rubidum är en spindelart som beskrevs av Simon 1914. Zodarion rubidum ingår i släktet Zodarion och familjen Zodariidae. Inga underarter finns listade i Catalogue of Life.